# Liste der Stolpersteine in der Provinz Pisa

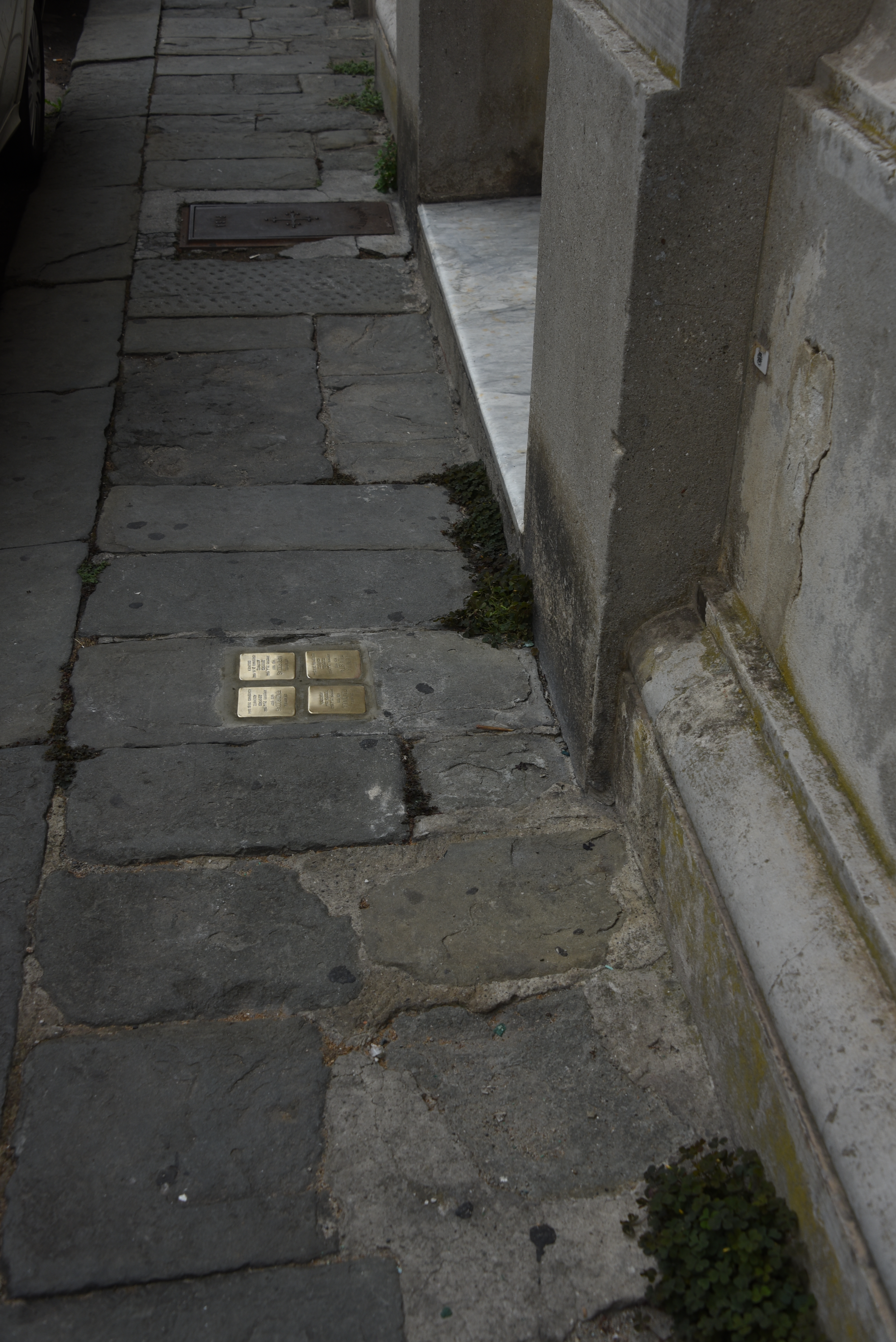
Stolpersteine in Pisa, 2017

Die Liste der Stolpersteine in der Provinz Pisa enthält die Stolpersteine in der italienischen Provinz Pisa, in der Toskana gelegen, die an das Schicksal der Menschen dieser Provinz erinnern, die von Nationalsozialisten ermordet, deportiert, vertrieben oder in den Suizid getrieben worden sind. Die Stolpersteine wurden von Gunter Demnig verlegt. Sie liegen im Regelfall vor dem letzten selbstgewählten Wohnort des Opfers. Ihre Bezeichnung lautet auf Italienisch: Pietre d’inciampo.
Die erste Verlegung in dieser Provinz fand am 13. Januar 2017 in Pisa statt.

## Verlegte Stolpersteine

### Pisa
In Pisa wurden bisher vier Stolpersteine verlegt.

Die Tabelle ist teilweise sortierbar; die Grundsortierung erfolgt alphabetisch nach dem Familiennamen.
| Stolperstein | Übersetzung                                                                                                  | Verlegeort                    | Name, Leben |
| ------------ | --- | ----------------------------- | --- |
|              | HIER WOHNTE VALENTINA DELLA SETA GEBOREN 1878 VERHAFTET 21.4.1944 DEPORTIERT AUSCHWITZ ERMORDET 23.5.1944    | Piazza S. Paolo all’Orto 19 · | Valentina Della Seta wurde am 4. Oktober 1878 in Rom geboren. Ihre Eltern waren Raimondo Della Seta und Sara Pontecorvo. Sie hatte zumindest zwei Brüder und drei Schwestern. Della Seta heiratete Angelo Di Nola. Das Paar hatte eine Tochter, Elda (geboren 1901). Die Tochter heiratete Mario Roccas und bekam einen Sohn, Renzo. Nach der Machtergreifung des NS-Regimes in weiten Teilen Italiens flüchtete Valentina Della Seta mit drei Geschwistern, einem Schwager, Tochter, Schwiegersohn und Enkelkind nach Chianni, eine Ortschaft in der Provinz Pisa, rund 35 Kilometer südlich von Pisa. Dort fühlten sie sich sicher und hofften, die deutsche Besatzungszeit überleben zu können. Am 21. April 1944 wurden die Familie jedoch aufgespürt. Zumindest acht Mitglieder der Familie wurden verhaftet und im Gefängnis von Florenz inhaftiert und danach in das Durchgangslager Fossoli überstellt. Am 16. Mai 1944 wurden sie mit dem Transport Nr. 10 von Fossoli in das Vernichtungslager Auschwitz deportiert. Valentina Della Seta, ihre drei Geschwister Giovanni, Eva und Gina sowie Jacopo Franco, Ginas Ehemann, wurden unmittelbar nach der Ankunft am 23. Mai 1944 in den Gaskammern ermordet. Ihre Tochter, ihr Schwiegersohn und ihr Enkelsohn konnten das Martyrium des Konzentrationslagers nicht überleben. Ihr Enkel verlor sein Leben am 31. Oktober 1944, ihr Schwiegersohn am 26. November 1944, ihre Tochter zu einem unbekannten Zeitpunkt. Ihr zweiter Bruder, Angelo Della Seta, war bereits vor der Machtergreifung der Nationalsozialisten verstorben. Ihre Schwester Margherita überlebte die Shoah. |
|              | HIER WOHNTE ELDA DI NOLA GEBOREN 1901 VERHAFTET 21.4.1944 DEPORTIERT ERMORDET                                | Piazza S. Paolo all’Orto 19 · | Elda Di Nola wurde am 5. Mai 1901 in Pisa geboren. Ihre Eltern waren Angelo Di Nola und Valentina Della Seta. Sie heiratete Mario Roccas, der aus Bracciano im Latium stammte. Das Paar hatte zumindest einen Sohn, Renzo (geboren 1927 in Rom). Die Familie, darunter auch ihre Mutter, zog sich nach Chianni zurück, eine Ortschaft in der Provinz Pisa, rund 35 Kilometer südlich von Pisa. Dorthin kamen auch zwei ihrer Tanten, ein Onkel und der Ehemann einer Tante. Dort wurden zumindest acht Familienmitglieder am 21. April 1944 verhaftet. Sie wurden zuerst in das Gefängnis von Florenz eingeliefert, danach in das Durchgangslager Fossoli. Am 16. Mai 1944 wurden Elda Di Nola, ihr Mann, ihr Sohn, ihre Mutter und die weiteren Verwandten mit dem Transport Nr. 10 von Fossoli in das Vernichtungslager Auschwitz deportiert, wo ihre Mutter und deren Geschwister unmittelbar nach der Ankunft am 23. Mai 1944 in den Gaskammern ermordet wurden. Elda Di Nola verlor am 31. Oktober 1944 auch ihren Sohn, am 26. November 1944 den Ehemann. Auch Elda Di Nola konnte die Shoah nicht überleben. Sie wurde zu einem unbekannten Zeitpunkt vom NS-Regime ermordet. |
|              | HIER WOHNTE MARIO ROCCAS GEBOREN 1900 VERHAFTET 21.4.1944 DEPORTIERT AUSCHWITZ ERMORDET 26.11.1944 ESSLINGEN | Piazza S. Paolo all’Orto 19 · | Mario Roccas wurde am 15. März 1900 in Bracciano in Latium geboren. Er heiratete Elda Di Nola. Das Paar hatte einen Sohn, Renzo (geboren 1927). Anfang der 1940er Jahre wohnte die Familie mit seiner Schwiegermutter in Pisa. Nach der Machtergreifung des NS-Regimes in weiten Teilen Italiens im September 1943 flüchtete die Familie aufs Land und wähnte sich dort in Sicherheit. In Chianni, rund 35 Kilometer südlich von Pisa, fanden sich auch einige Geschwister seiner Schwiegermutter und einer ihrer Schwager ein. Doch wurde die Familie aufgespürt. Am 21. April 1944 wurden zumindest acht Familienmitglieder verhaftet und zuerst in das Gefängnis von Florenz eingeliefert, danach in das Durchgangslager Fossoli. Am 16. Mai 1944 wurden Mario Roccas mit seiner Frau und seinem Sohn sowie eine Reihe von Verwandten seiner Frau mit dem Transport Nr. 10 von Fossoli in das Vernichtungslager Auschwitz deportiert. Während seine Schwiegermutter und ihre Geschwister sofort nach der Ankunft in den Gaskammern ermordet wurden, konnten Mario Roccas, seine Frau und sein Sohn die Selektion überstehen. Doch auch sie wurden Opfer der Shoah. Renzo Roccas verlor sein Leben am 31. Oktober 1944, Mario Roccas am 26. November 1944 und Elda Di Nola zu einem unbekannten Zeitpunkt. Seine Schwester, deren Ehemann Giacomo Guido Citoni und die drei gemeinsamen Kinder waren bereits im Oktober 1943 verhaftet und nach Auschwitz deportiert worden. Dort wurden die Kinder im Alter von drei, fünf und sechs Jahren sofort in den Gaskammern ermordet, die Eltern mutmaßlich erst später.                        |
|              | HIER WOHNTE RENZO ROCCAS GEBOREN 1927 VERHAFTET 21.4.1944 DEPORTIERT AUSCHWITZ ERMORDET 31.10.1944           | Piazza S. Paolo all’Orto 19 · | Renzo Roccas wurde am 10. Juni 1927 in Rom geboren. Seine Eltern waren Mario Roccas und Elda Di Nola. Aus Gründen der Arbeit zog die Familie der Vater mit Frau nach Pisa, in Elda Di Nolas Geburtsstadt. Sie wohnten gemeinsam mit der Großmutter Valentina Della Seta in einer Wohnung in der Piazza San Paolo all’Orto, gleich neben der gleichnamigen Kirche. Renzo besuchte das Liceo classico “Galilei”, wurde jedoch aufgrund der italienischen Rassengesetze vom weiteren Besuch der Schule ausgeschlossen. Daraufhin wurde er am Istituto Santa Caterina eingeschrieben. Nach dem Waffenstillstand von Cassibile im September 1943 flüchtete die Familie aufs Land, wo sie sich sicher fühlten. Trotzdem wurden sie am 21. April 1944 in Chianni aufgespürt. Mindestens acht Familienangehörige wurden verhaftet, im Gefängnis von Florenz inhaftiert und in das Durchgangslager Fossoli überstellt. Am 16. Mai 1944 wurden Renzo Roccas, seine Eltern, seine Großmutter und eine Reihe von Verwandten mütterlicherseits mit dem Transport Nr. 10 von Fossoli in das Vernichtungslager Auschwitz deportiert. Während seine Großmutter und deren Geschwister sofort nach der Ankunft in den Gaskammern ermordet wurden, konnten Renzo Roccas und seine Eltern die Selektion überstehen. Doch auch sie wurden Opfer der Shoah. Renzo Roccas verlor sein Leben am 31. Oktober 1944, sein Vater einen Monat später, seine Mutter zu einem unbekannten Zeitpunkt. |

## Verlegedatum
Die Stolpersteine von Pisa wurden von Gunter Demnig persönlich am 13. Januar 2017 verlegt.